# Верити, Уильям
Кэлвин Уильям Верити-младший (англ. Calvin William Verity Jr.; 26 января 1917, Мидлтаун, Огайо, США — 3 января 2007, Бьюфорт, Южная Каролина, США) — американский бизнесмен и государственный деятель, министр торговли США (1987—1989).

## Биография
В 1939 году окончил экономический факультет Йельского университета со степенью бакалавра экономики. Затем работал в основанной его дедом сталелитейной компании AK Steel Holding. С началом Второй мировой войны — в американских ВМС, служил на Тихоокеанском флоте, демобилизовался в звании лейтенанта.
В 1946 году вернулся в Armco, где занимал различные должности, прежде чем в 1964 году стать первым вице-президентом, а в 1971 году — председателем Совета директоров. В 1982 году он покидает компанию.
С 1981 году — председатель американской Торгово-промышленной палаты, в том же году становится руководителем президентской межпартийной рабочей группы по поддержки инициатив в частном секторе. В 1979—1984 годах — заместитель председателя Совета по торговым отношениям с СССР.
В 1987—1989 годах — министр торговли США. На этом посту основал Зал торговой славы (Commerce Hall of Fame) и управление коммерческой деятельности в сфере космонавтики, задачей которого было расширение коммерческого использования космического пространства.